# Ludvig av Monaco
Ludvig av Monaco, född 13??, död 1402, var en monark (herre) av Monaco från 1395 till 1402.